# Ethel Shannon
Ethel Shannon (Denver, 22 maggio 1898 – Los Angeles, 10 luglio 1951) è stata un'attrice statunitense.

## Biografia
Dopo gli studi a Denver si trasferì a Hollywood. Nel 1919, mentre faceva la comparsa in un film, le fu offerta una parte nella commedia Easy to Make Money (film perduto), che segnò il suo esordio cinematografico. Ebbe ruoli da protagonista in An Old Fashioned Boy (1920), con Charles Ray, in Watch Him Step (1922), con Richard Talmadge, in Man's Law and God's, con Jack Livingston, nel western Playing Double con Dick Hutton, e in Mytime, del 1923, anno in cui fu scelta tra le WAMPAS Baby Stars.
Negli anni successivi la sua carriera sembrava avviata sotto i migliori auspici quando nel 1927, dopo aver sposato lo sceneggiatore Joseph Jackson e aver recitato in Through Thick and Thin con William Fairbanks, annunciò il suo ritiro dal cinema, giustificato dalla necessità di dedicarsi a tempo pieno alla vita coniugale. La coppia ebbe un figlio ma il matrimonio durò poco, per la tragica morte del marito nel 1932, annegato al largo di Laguna Beach.
Ethel Shannon tornò al cinema nel 1935 soltanto con un'apparizione non accreditata nel film Stars Over Broadway. Morì nel 1951 e fu sepolta nel Forest Lawn Memorial Park di Glendale.

## Riconoscimenti
- WAMPAS Baby Star nel 1923

## Filmografia parziale

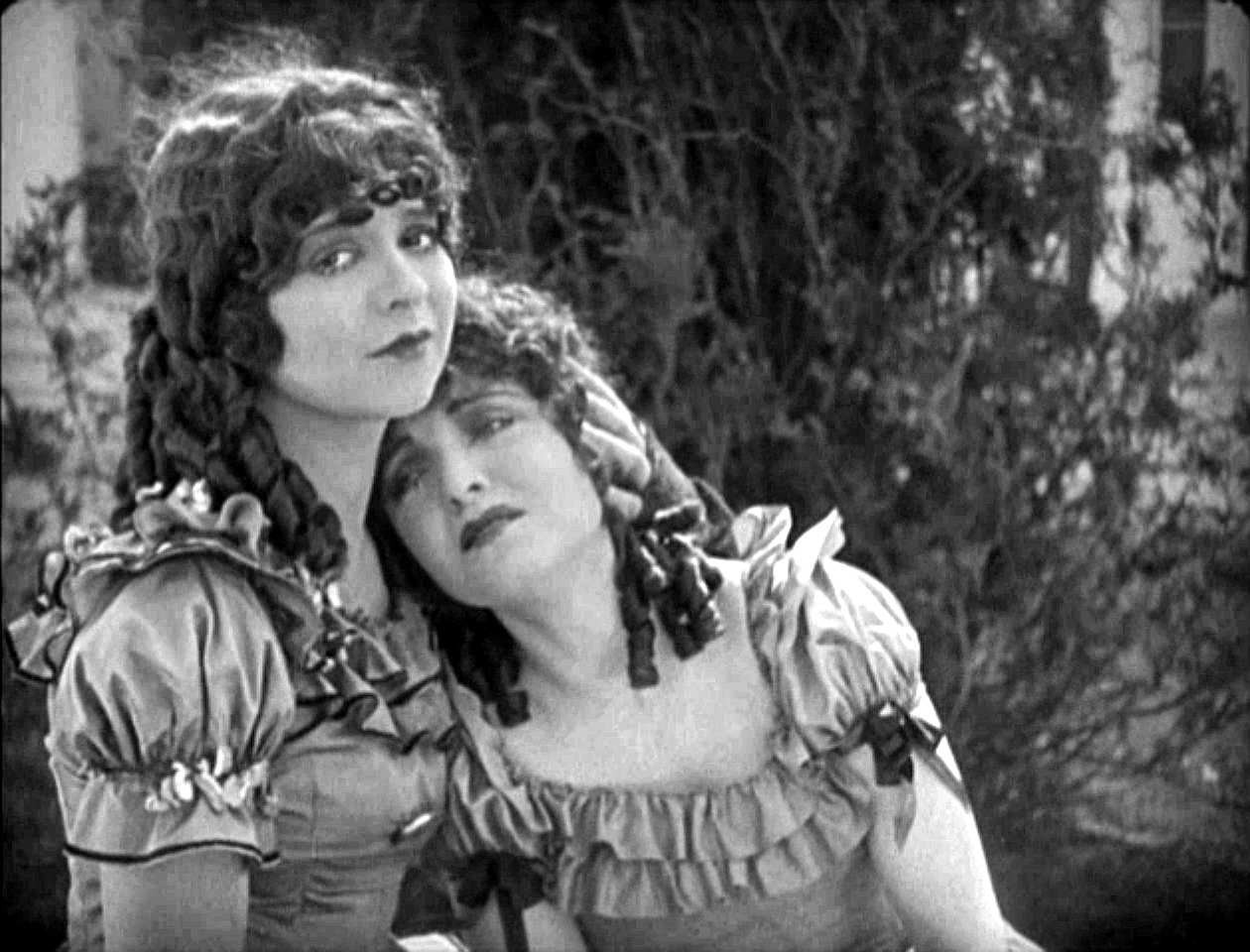
Clara Bow ed Ethel Shannon in Mytime (1923)

- Easy to Make Money, regia di Edwin Carewe (1919)
- John Petticoats, regia di Lambert Hillyer (1919)
- A Master Stroke, regia di Chester Bennett (1920)
- An Old Fashioned Boy, regia di Jerome Storm (1920)
- Watch Him Step (1922)
- Man's Law and God's (1922)
- The Hero, regia di Louis J. Gasnier (1923)
- Playing Double (1923)
- Mytime (1923)
- Charley's Aunt, regia di Scott Sidney (1925)
- Speed Wild, regia di Harry Garson (1925)
- High and Handsome, regia di Harry Garson (1925)
- The Texas Trail (1925)
- The Phantom Express (1925)
- The Speed Limit, regia di Frank O'Connor (1926)
- The Sign of the Claw, regia di Reeves Eason (1926)
- The Silent Power, regia di Frank O'Connor (1926)
- Through Thick and Thin (1927)
- Stars Over Broadway, regia di William Keighley (1935)